# 潘詠兒
潘詠兒（Wing Poon，1992年12月21日—），香港新聞女記者，前亞視及有線新聞主播，為亞視新聞末代記者、主播及天氣報道員。

## 簡歷
潘詠兒2011年入讀香港樹仁大學新聞與傳媒專業，大學就讀期間曾於2013年在學校媒體「樹仁新傳網」擔任主持。
2014年起於亞洲電視做實習記者，在亞視新聞部工作期間任記者及主播，主要擔任六點鐘新聞、夜間新聞、十二點半新聞、亞洲早晨、新聞簡報、天氣報告的主播工作。
2015年，潘詠兒以一級榮譽成績畢業於香港樹仁大學新聞與傳播專業，並獲香港大學取錄，修讀碩士。同年8月1日起，主持亞視天氣報告。
2016年1月起，潘詠兒主持《亞洲早晨》。2月20日亞視復播新聞後，同時擔任《六點鐘新聞》及《夜間新聞》主播，同時她在社交網絡表示回歸校園，一直兼讀港大碩士課程，但強調不會放棄全職記者工作。
2016年4月1日在亞視最後一天工作，並主播當晚的《六點鐘新聞》和《夜間新聞》。
2017年1月22日起於有線新聞台擔任主播，擔任深夜時份的《有線新聞》主播。

## 事迹

### 2016年2月20日亞視復播新聞
2016年2月20日，亞視本港台復播《六點鐘新聞》及《夜間新聞》，由潘詠兒主播。當時亞視因欠薪，新聞部停運2星期，本港台當日復播《六點鐘新聞》及《夜間新聞》，但整個新聞時段絕大部分時間由主播獨撐，非常辛苦。由於大部分記者已在農曆新年前離職，在人手短缺下，潘詠兒兼任記者及主播工作，當天新聞報導的港聞內容全部由潘詠兒讀出，僅2個國際新聞報道由其他記者負責。之後潘詠兒與另一女主播吳泳茵每日輪流主播亞視兩個新聞時段，直至4月1日亞視停播。

### 2016年3月4日亞視停播傳聞
2016年2月29日，亞視臨時清盤人德勤公開表示，亞視只餘下廿萬現金，不夠營運至4月1日，決定解散所有員工，亞視即將停播。3月3日，法庭指各方未能達成共識，無法阻止德勤的行動；德勤宣佈翌日早上亞視將會停播。3月4日下午，有傳亞視會在下午六時停播，引發全城關注，但結果本港台的《六點鐘新聞》由潘詠兒主播，準時播出，此事被外界再次解讀為「亞視永恆」，更引發網絡惡搞。

### 成為亞洲電視新聞最後女主播
2016年4月1日，當日是亞洲電視免費電視牌照最後一天，當天晚上潘詠兒主播本港台最後一次《六點鐘新聞》，而《夜間新聞》則由潘詠兒與另一女主持吳泳茵作主播。
當晚夜間新聞開始後約8分鐘，主播潘詠兒報道漁護署野猴保護計劃時，身旁的電腦動畫字樣錯誤顯示為「6:00新聞」，為時超過10秒，惟新聞報道其他部分則沒有同類的錯誤。而在同日傍晚6時播出的亞視新聞中，亦有報道同一新聞，主播身旁的電腦動畫字樣則正確顯示「6:00新聞」。
當晚兩位主播在最後與觀眾道別，潘詠兒指「過咗今晚之後，亞洲電視將以衛星電視同埋網絡電視平台嘅形式，繼續為香港市民服務」，而吳泳茵則指「希望大家好似過去五十幾年咁樣繼續支持亞洲電視，各位」，並共同向鏡頭說「後會有期」；節目結束後緊貼播出「亞洲衛星電視 亞洲網絡電視 開創亞洲電視新紀元」畫面。
2016年4月2日凌晨零時8分，亞視資深員工程啟光帶領包括潘詠兒在內的27名亞視員工步出亞視總部，向傳媒和逾百在場市民揮手道別，是潘詠兒最後一次以亞視新聞員工的身份公開露面。
《夜間新聞》最後一次於香港大氣電波中播放內容：
| 播出時間 | 新聞內容                                             | 記者   |
| -------- | ---------------------------------------------------- | ------ |
| 22:30    | 「中國文化傳媒強調亞視不因停止免費廣播消失」         | 潘詠兒 |
| 22:33    | 「習近平抵達華盛頓與奧巴馬會面」                     | 孫兆勤 |
| 22:35    | 「北韓於咸鏡道發射一枚短程地對空導彈」               | 徐子瀅 |
| 22:36    | 「美日韓領袖會談將向北韓施壓應對軍事挑釁」           | 陳珮琪 |
| 22:38    | 「海洋公園保育基金為野猴絕育控制數量」               | 潘詠兒 |
| 22:41    | 體育消息：「港欖球隊公布最新球員名單」               | 張志豪 |
| 22:42    | 天氣消息：溫度及相對濕度、天氣展望、各大城市天氣概況 |        |
| 22:43    | 「亞視員工表示最難忘是人情味」                       | 何戎笙 |
| 22:46    | 結尾                                                 |        |